# Berrechid

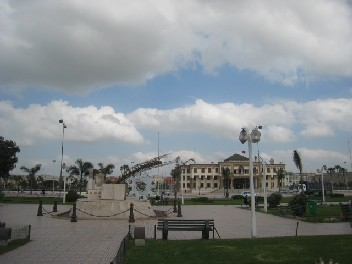
Park i Berrechid.

Berrechid är en stadkommun i Marocko och är belägen i provinsen med samma namn som är en del av regionen Casablanca-Settat. Folkmängden uppgick till 136 634 invånare vid folkräkningen 2014.